# Персона
 Тази статия е за психологическото понятие.  За филма вижте Персона (филм).  
Персоната е маската или лицето, с което човек се представя пред света. Може да се появи в сънищата под различни образи (вижте също Карл Юнг и неговата психология). Важно е да се отбележи, че персоната, използвана в този смисъл, не е поза или някакво друго умишлено представяне на себе си пред другите. По-скоро това е нашата същност като „самоуправляваща се“ и която същност може да се измени спрямо ситуацията и контекста.